# Bornologischer Raum
Bornologische Räume sind in dem mathematischen Teilgebiet Funktionalanalysis spezielle lokalkonvexe Räume, für deren lineare Operatoren die aus der Theorie der normierten Räume bekannte Äquivalenz von Stetigkeit und Beschränktheit gilt. Diese Räume lassen sich durch ihre Nullumgebungsbasen charakterisieren und haben weitere Eigenschaften mit normierten Räumen gemeinsam.

## Motivation
Eine Teilmenge A eines topologischen K-Vektorraums E heißt beschränkt, wenn sie von jeder Nullumgebung absorbiert wird, d. h. zu jeder Nullumgebung {\displaystyle U\subset E} gibt es ein {\displaystyle \lambda \in K} mit {\displaystyle A\subset \lambda U}.
Eine Teilmenge B eines lokalkonvexen K-Vektorraums heißt Bornolog, wenn folgende Bedingungen erfüllt sind:
- B ist absolutkonvex, d. h. für {\displaystyle x,y\in B} und {\displaystyle \lambda ,\mu \in K} mit {\displaystyle |\lambda |+|\mu |\leq 1} gilt {\displaystyle \lambda x+\mu y\in B}.
- B absorbiert jede beschränkte Menge, d. h. zu jeder beschränkten Menge {\displaystyle A\subset E} gibt es ein {\displaystyle \lambda \in K} mit {\displaystyle A\subset \lambda B}.

Leicht zeigt man, dass jeder lokalkonvexe Raum eine Nullumgebungsbasis aus Bornologen besitzt. Ist umgekehrt jeder Bornolog eine Nullumgebung, so nennt man den Raum bornologisch.

## Beispiele
- Jeder metrisierbare lokalkonvexe Raum E ist bornologisch. Ist nämlich B ein Bornolog in E, {\displaystyle U_{1}\supset U_{2}\supset \ldots } eine abzählbare Nullumgebungsbasis von E, und nimmt man an, dass B keine Menge der Form {\displaystyle {\tfrac {1}{n}}U_{n}} enthält, so kann man ein {\displaystyle x_{n}\in {\tfrac {1}{n}}U_{n}\setminus B} wählen. Dann konvergiert {\displaystyle nx_{n}\rightarrow 0}, d. h. {\displaystyle \{nx_{n};n\in {\mathbb {N} }\}} ist kompakt und daher beschränkt, also in einer Menge der Form {\displaystyle \lambda B} enthalten. Für {\displaystyle n\geq \lambda } folgt der Widerspruch {\displaystyle x_{n}\in B}. Also ist B eine Nullumgebung.

- Ist E ein normierter Raum ungleich {0}, so ist {\displaystyle \textstyle \bigoplus _{r\in {\mathbb {R} }}E} mit der Finaltopologie ein Beispiel für einen bornologischen Raum, der nicht metrisierbar ist.

## Vererbungseigenschaften
Ein Induktiver Limes bornologischer Räume ist wieder bornologisch.

## Beschränkte Operatoren
Wie in der Theorie der normierten Räume heißt ein linearer Operator zwischen topologischen Vektorräumen beschränkt, wenn er beschränkte Mengen wieder auf beschränkte Mengen abbildet. 
Für einen lokalkonvexen Raum E sind äquivalent:
- E ist bornologisch
- Jeder beschränkte Operator {\displaystyle E\rightarrow F} in einen weiteren lokalkonvexen Raum F ist stetig.

Ein linearer Operator {\displaystyle A\colon E\rightarrow F} heißt folgenstetig, wenn aus {\displaystyle \textstyle \lim _{n\in {\mathbb {N} }}x_{n}=x} in E stets {\displaystyle \textstyle \lim _{n\in {\mathbb {N} }}Ax_{n}=Ax} in F folgt. In nicht-metrisierbaren Räumen kann diese Bedingung echt schwächer als Stetigkeit sein. 
Für einen bornologischen Raum E und einen linearen Operator {\displaystyle A:E\rightarrow F} sind äquivalent:
- A ist stetig.
- A ist folgenstetig.
- A ist beschränkt.

## Bornologische Räume als induktive Limiten normierter Räume
Ein lokalkonvexer Raum E heißt ein induktiver Limes normierter Räume, wenn es lineare Abbildungen {\displaystyle j_{\alpha }\colon E_{\alpha }\rightarrow E} mit normierten Räumen {\displaystyle E_{\alpha }} gibt, so dass {\displaystyle \textstyle E=\bigcup _{\alpha }j_{\alpha }(E_{\alpha })} und die Topologie auf E die feinste lokalkonvexe Topologie ist, die alle {\displaystyle j_{\alpha }} stetig macht. 
Für einen lokalkonvexen Raum E sind äquivalent:
- E ist bornologisch.
- E ist ein induktiver Limes normierter Räume.

Man kann einen solchen induktiven Limes sogar angeben. Für eine beschränkte und absolutkonvexe Menge {\displaystyle B\subset E} sei {\displaystyle \textstyle E_{B}:=\bigcup _{\lambda >0}\lambda \cdot B}. Dann ist {\displaystyle E_{B}} ein Vektorraum, und das Minkowski-Funktional {\displaystyle p_{B}} zu {\displaystyle B\subset E_{B}} macht diesen Vektorraum zu einem normierten Raum. Der lokalkonvexe Raum {\displaystyle E} ist genau dann bornologisch, wenn er die induktive lokalkonvexe Topologie aller Inklusionen {\displaystyle (E_{B},p_{B})\subset E} trägt, wobei {\displaystyle B} die beschränkten, absolutkonvexen Mengen durchläuft.
Kann man für E sogar eine Darstellung als induktiven Limes von Banachräumen finden, so nennt man E ultrabornologisch. In solchen Räumen gelten der Satz über die offene Abbildung und der Satz vom abgeschlossenen Graphen.

## Vollständigkeit des Dualraums
Ist E ein lokalkonvexer Vektorraum, so definiert jede beschränkte Menge B in E eine Halbnorm {\displaystyle P_{B}} auf dem Dualraum {\displaystyle E\,'}, indem man {\displaystyle p_{B}(f):=\sup\{|f(x)|;x\in B\}} setzt. Versehen mit der Menge der Halbnormen {\displaystyle p_{B}}, wobei B die beschränkten Mengen von E durchläuft, wird {\displaystyle E\,'} zu einem lokalkonvexen Vektorraum, den man dann mit {\displaystyle E_{b}'} bezeichnet. Dies verallgemeinert die Dualraumbildung bei normierten Räumen. 
Wie in der Theorie der normierten Räume gilt folgender Satz:
Ist E bornologisch, so ist {\displaystyle E_{b}'} vollständig, d. h. jedes Cauchy-Netz konvergiert. 